# إدوين غريفز
إدوين غريفز (بالإنجليزية: Edwin Darius Graves, Jr.)‏ هو مجدف أمريكي، ولد في 10 يوليو 1897 في تشيسابيك سيتي في الولايات المتحدة، وتوفي في 29 أبريل 1986 في Scituate, Massachusetts ‏ في الولايات المتحدة.

## وصلات خارجية
- إدوين غريفز على موقع الاتحاد الدولي للتجديف (الإنجليزية)
- إدوين غريفز على موقع اللجنة الأولمبية الدولية (الإنجليزية)
- إدوين غريفز على موقع أوليمبيديا (الإنجليزية)